# Anssi Koivuranta
Anssi Einar Koivuranta (Kuusamo, 1988. július 3.) finn síugró, korábban északi összetett versenyző. A 2008-2009-es év északiösszetett-világkupa sorozatát megnyerte. A 2007-es szapporói világbajnokságon 4 x 5 km-en csapatban aranyérmes lett és a 15km-es Gundersen versenyen pedig bronzérmet nyert.
2009 óta síugróként indul, miután az összetettben mindig is az volt az erősebbik száma. A planicai sírepülősáncon övé a sáncrekord 214,5 méterrel, ezen kívül több egyéb sáncon is övé legnagyobb ugrás.